# Jan Dědina
Pour les articles homonymes, voir Dedina.
Jan Dědina, né le 1er septembre 1870 à Straky (Autriche-Hongrie) et mort le 14 janvier 1955 à Tatobity (Tchécoslovaquie), est un artiste peintre et illustrateur tchèque.
Il est le frère du peintre et graveur Venceslas Dédina.

## Biographie
Étudiant à Prague, Jan Dědina entre à l'École des arts appliqués dans l'atelier de František Ženíšek puis il est admis à l'Académie des beaux-arts, où il suit les cours du peintre Maxmilián Pirner et du sculpteur Josef Václav Myslbek.
En 1895, il choisit de déserter de l'armée autrichienne et s'enfuit pour Paris où il s'installe durant quelques années : il fréquente sans doute « la colonie tchèque » installée à Paris, tels Luděk Marold, Václav Hradecký, František Kupka, Mucha, Rudolf Plaček et Vojtěch Preissig. Il commence à collaborer au Monde illustré en livrant quelques dessins. On lui connaît aussi des contributions pour L'Assiette au beurre dont le no 103 du 21 mars 1903 sur « Le Flirt » qu'il coordonne avec des textes de G. Davin de Champclos. Dědina a également participé à la décoration intérieure du Petit-Palais (plafonds) et de la Comédie-Française à Paris.
Durant son séjour en France, il peint de nombreux portraits et des paysages notamment bretons. Il illustre Le Vice filial, un roman de Paul Adam, Un tendre de Louis de Robert, Byblis changée en fontaine (avec Marold) et La Femme et le pantin (avec Antoine Calbet) de Pierre Louÿs ; il est proche de la revue Le Carillon illustré qui propose un choix de petits livres illustrés de haute tenue. En 1902, lui et Mucha illustrent le Jan Hus de Poggio Bracciolini qu'ils financent eux-mêmes et publient à Prague. Dédina expose des dessins au Salon de la Société nationale des beaux-arts dès 1903 et au Salon des artistes français dès 1910.
En 1909, une loi d'amnistie ayant été votée pour les délits de désertion, Dedina peut retourner à Prague sans être inquiété. En 1911-1912, il possède un atelier au 49 rue Beaunier. En février 1933, il expose à la galerie parisienne du Journal.
En 1938, revenu dans ce qui reste de la Tchécoslovaquie, il adhère au Parti d'unité national (Strana národní jednoty) qui fut dissout après mars 1939. L'Occupation le place en ligne de mire de la Gestapo qui perquisitionne son atelier. Sa femme, Jeanne Anceaux, une française, meurt en 1943.
Après la guerre, il ouvre un atelier à Tatobity, située dans le paradis de Bohême, un lieu calme et serein qui devient la source d'inspiration de ses dernières toiles.